# Louis Caty
Louis Caty (Leuze-en-Hainaut, 11 avril 1862 - Mons, 16 octobre 1923) est un médecin et homme politique socialiste wallon du Parti Ouvrier Belge (P.O.B.).

## Biographie
Né au sein d’une famille commerçante de Leuze-en-Hainaut, son père est négociant. Après des études secondaires à l’athénée royal de Mons, Louis Caty entreprend des études en Médecine à l’Université Libre de Bruxelles. 
Devenu Docteur en médecine, il s’installe à Mons et prend part aux activités du Cercle socialiste de Mons créé en 1890. Membre du Parti Ouvrier Belge (P.O.B.), il entre au conseil provincial du Hainaut en 1896. Dès 1901, il devient le deuxième député permanent socialiste après Paul Pastur.
À la suite du décès de Désiré Maroille en juillet 1919, Louis Caty devient président  du comité exécutif de la fédération socialiste républicaine boraine du POB jusqu’à son décès.
Très impliqué dans les questions de santé publique, il fonde en 1909 la fédération mutualiste L’Avenir du Borinage, ancêtre direct des Mutualités socialistes du Borinage, dont il assure la présidence.
Chargé du cours d'hygiène sociale à l'Université Libre de Bruxelles, Louis Caty fut directeur médical de la Clinique de Baudour – un temps appelée Clinique Louis Caty – et de la Polyclinique de Frameries, président de la commission administrative de l'Institut provincial d'hygiène, des commissions administratives du Dispensaire provincial de l'Ankylostomasie et des dispensaires provinciaux antisyphilitiques, président de la Commission administrative de l'Institut provincial des Aveugles de Ghlin, il dirigea encore l'Inspection des services de consultation de la Ligue nationale contre la Tuberculose.
Durant la grande guerre et l'occupation allemande, Louis Caty fut membre du Comité Provincial de Secours et d'Alimentation. En septembre 1914, il fut pris en otage par l'armée allemande pour prévenir tout acte de sabotage par la population. Sollicité par divers militants wallons voulant tirer profit de la politique de séparation administrative mise en place par l’occupant allemand en mars 1917, Louis Caty opposa une fin de non-recevoir à ces démarches. 
Une rue de Cuesmes, de Baudour, de Quaregnon et d’Hornu lui sont dédiées.